# Mäkijärvi (Kouvola)
Le Mäkijärvi est un lac situé à Iitti et Anjala à Kouvola en Finlande,.

## Géographie
La superficie du lac est de 74 hectares, il mesure 1,8 kilomètre de long et 1,7 kilomètre de large. Il compte trois îles d'une superficie totale de 0,78 hectare.
Le volume du lac est de 3,0 millions de mètres cubes, soit 0,0030 kilomètre cube.
Sa profondeur moyenne est de 4,0 mètres et la profondeur maximale est de 12,9 mètres. 
Son littoral mesure 8,2 kilomètres de long,.
La seututie 363 passe a proximité du lac .

## Hydrographie
Le fait partie du bassin de la Kymi.